# Loch Lee
Loch Lee är en sjö i Storbritannien.   Den ligger i kommunen Angus och riksdelen Skottland, i den norra delen av landet, 600 km norr om huvudstaden London. Loch Lee ligger 316 meter över havet. I omgivningarna runt Loch Lee växer i huvudsak blandskog.